# Jared Padalecki
Jared Tristan Padalecki (San Antonio, 19 de julho de 1982) é um  ator e modelo norte-americano. Ganhou certa notoriedade após aparecer na série Gilmore Girls, assim como em vários filmes, incluindo A casa de Cera e Sexta-Feira 13. Porém é mais conhecido por seu personagem Sam Winchester na série televisiva Supernatural.

## Biografia
Filho do inspetor de impostos e contador polaco Gerald Padalecki e da professora de inglês, a estadunidense Sharon Kramer, enquanto sua mãe tem ascendência alemã, escocesa, francesa e inglesa, Jared é o segundo dentre três filhos, sendo o mais velho um médico chamado Jeff e a mais nova, uma arquiteta chamada Megan.
Padalecki começou a ter aulas de teatro aos 12 anos enquanto ainda morava em San Antonio. Porém, logo em 1999 ele se inscreveu na competição "Claim to Fame" organizada pelo Teen Choice Awards e patrocinada pela FOX. Tendo ganho a competição, ele ficou encarregado de transportar os prêmios e acompanhar os ganhadores da premiação até o palco. Após este evento, ele foi procurado por agências de talentos e de modelos, no entanto, Padalecki optou por voltar para casa e terminar o Colegial.
No começo de 2015 assumiu ter sofrido de um forte quadro depressivo em 2008, quando filmava a 3ª temporada da série Supernatural. Padalecki decidiu lançar uma campanha que ajudasse pessoas que sofressem de depressão: Always Keep Fighting. Toda a renda dessa campanha é doada para To Write Love on Her Arms.
Em junho de 2024, ele revelou que, durante esse quadro depressivo, chegou a ter ideação suicida. “Foi em 2015, tive um momento de depressão profunda. Eu acabei deixando meus pensamentos assumirem o controle e indo para lugares de ideação suicida severa", contou, em entrevista o podcast I’ve Never Said This Before.

## Carreira

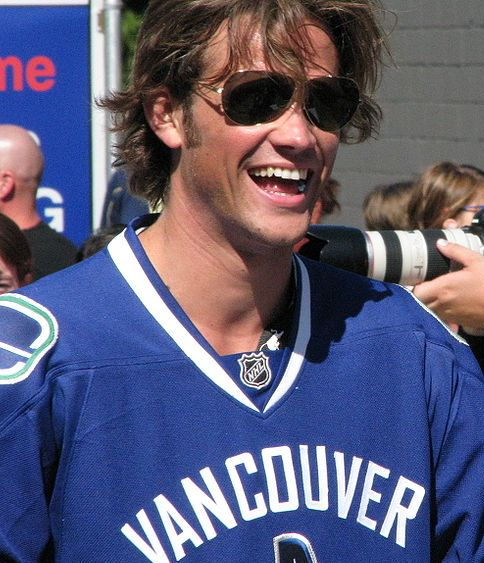
Padalecki em San Diego Comic-Con International 2012

Logo que terminou o Colegial, Padalecki mudou-se para Los Angeles com intuito de iniciar sua carreira de ator. E não muito depois de se mudar para L.A., aos dezessete anos, conseguiu seu primeiro papel no longa independente "A Little Inside", o qual é vencedor de melhor filme de drama no New York Festival, o maior Festival para filmes independentes. E no ano seguinte, em 2000, conseguiu o papel de Dean Forrester na série "Gilmore Girls", um grande sucesso da WB.
Padalecki teve um papel não creditado como um valentão em uma escola secundária na comédia de 2003 Cheaper by the Dozen. Fez o teste para o papel de Welling, mas desistiu para filmar um piloto intitulado Jovem MacGyver que nunca foi pego.
Em 2004, ele apareceu na comédia de Mary-Kate e Ashley Olsen, New York Minute como Trey Lipton, um menino bonito a quem personagens das Olsen são atraídas. Ele também conseguiu um papel curto no suspense Flight of the Phoenix, ao lado de Dennis Quaid e Hugh Laurie.
Em 2005, Padalecki estrelou ao lado de Elisha Cuthbert, Chad Michael Murray e Paris Hilton, House of Wax (A Casa de Cera) como Wade. Por esse papel foi indicado ao Teen Choice Awards de Relevação Masculina. Em 2005, ele apareceu em Cry Wolf, outro filme de terror, como Tom.
Nesse mesmo ano, Padalecki foi lançado como Sam Winchester na série da CW, Supernatural. Sam e seu irmão Dean (Jensen Ackles) caça predadores paranormais, por vezes acompanhados por seu pai (Jeffrey Dean Morgan) na primeira temporada da série. A décima primeira temporada estreou em 07 de outubro de 2015, na CW. Ele serviu como o anfitrião da série de horror da MTV , Room 401, que foi cancelada após apenas oito episódios, devido à baixa audiência. Ele teve o papel principal em 2008 em Thomas Kinkade's Home for Christmas como o pintor estadunidense Thomas Kinkade, ao lado do ator Peter O'Toole. Ele também teve o papel principal na versão de 2009 do longa "Friday the 13th", uma prequela da série Friday the 13th.

## Vida pessoal
Por quatro anos, Padalecki namorou a atriz Sandra McCoy, com quem trabalhou no filme "Cry Wolf". Eles anunciaram o noivado no início de 2008, porém, em abril do mesmo ano, havia rumores de que o casal teria rompido, o que foi confirmado pelo ator em uma convenção da série "Supernatural", em Dallas.
Jared casou com a atriz Genevieve Padalecki (Ruby em Supernatural), em 2010. Com ela teve 3 filhos. O seu primeiro filho nasceu em 2012, Thomas Colton Padalecki. Em 2013, um ano depois, um outro menino nasceu, Austin Shepherd Padalecki. E em 2017, nasceu uma menina, Odette Elliott Padalecki. Atualmente o ator, a esposa e os filhos vivem em Austin, no Texas.

## Filmografia
| Filmes    | Filmes                              | Filmes         | Filmes                                       |
| Ano       | Filme                               | Papel          | Notas                                        |
| --------- | ----------------------------------- | -------------- | -------------------------------------------- |
| 1999      | A Little Inside                     | Matt Nelson    |                                              |
| 2000      | Silent Witness                      | Sam            |                                              |
| 2002      | A Ring of Endless Light             | Zachary Gray   | Telefilme                                    |
| 2003      | Cheaper by the Dozen                | Bully          | não creditado                                |
| 2003      | Young MacGyver                      | Clay MacGyver  | Telefilme                                    |
| 2004      | New York Minute                     | Trey Lipton    |                                              |
| 2004      | Flight of the Phoenix               | John Davis     |                                              |
| 2005      | House of Wax                        | Wade           |                                              |
| 2005      | Cry Wolf                            | Tom            |                                              |
| 2007      | House of Fears                      | J.P.           |                                              |
| 2008      | Thomas Kinkade's Home for Christmas | Thomas Kinkade | Direto para DVD                              |
| 2009      | Friday the 13th                     | Clay Miller    |                                              |
| Séries    |                                     |                |                                              |
| Ano       | Título                              | Papel          | Notas                                        |
| 2001      | ER                                  | Paul Harris    | "Piece of Mind"; episódio 10 da 7ª temporada |
| 2000–2005 | Gilmore Girls                       | Dean Forester  | 63 episódios                                 |
| 2007      | Room 401                            | ele mesmo      | apresentador                                 |
| 2005–2020 | Supernatural                        | Sam Winchester | Papel principal                              |
| 2010      | Supernatural: The Animation         | Sam Winchester |                                              |
| 2016      | Gilmore Girls: A Year in the Life   | Dean Forester  | Episódio: "Fall"                             |
| 2021      | Walker                              | Cordell Walker | Papel principal                              |